# Dr. Eggman
El Dr. Ivo Robotnik Eggman (ドクター・アイボ・ロボトニック-エッグマン) Dokutā Aibo Robotonikku - hombrehuevo, en castellà doctor Huevo, és un personatge de ficció i el principal antagonista de la sèrie de Sonic the Hedgehog. El seu creador Naoto Oshima dissenyador de personatges animats, diu que és un del personatges que li va costar més dissenyar, va haver de fer molts intents abans de trobar el físic exacte. Després de la creació de la pelicula de Sonic the Hedgehog, Oshima va trobar una forma peculiar que creia que li faria gràcia al públic: un cap amb forma d'ou, amb el cos voluminós i alt per crear antagonista del videojoc de 1991 (Sonic the Hedgehog). Així el va convertir en el personatge principal homònim de la sèrie.

## Origen
En Dr. Eggman és un personatge animat que va ser creat per Naoto Oshima un antic dissenyador de Sega que també va dissenyar a altres personatges de Sonic the Hedgehog.
Oshima va decidir crear un antagonista de la sèrie, el pitjor enemic de Sonic. Havia de ser un personatge que fes gràcia al públic a moments, però que sigues el més malvat de la sèrie, que vulgui conquistar el món, i que Sònic l'hagi d'aturar.

## Característiques
El Dr Eggman és un ésser humà masculí, amb una edat de 48 anys.
Amb un coeficient intel·lectual de 300 (encara que possiblement pot ser més gran), és un dels éssers més intel·ligents del planeta Terra. De petit, Ivo tenia gran admiració per la ciència, i somiava amb convertir-se en un gran científic, igual que el seu avi, el Professor Gerald Robotnik. Tots admiraven al Professor Robotnik pels seus grans coneixements, i pel fet que era el científic més important de les forces armades del planeta (Forces GUN), per això, Ivo veia al seu avi com un heroi, i desitjava poder ser tan sorprenent  com ell algun dia.

## Vida
El Dr Eggman va estar molts anys estudiant havia estudiat tant fins al punt d'haver guanyat un doctorat en robòtica aplicada. Anys més tard després de molt treball, el Doctor Eggman aconsegueix finalitzar el seu primer invent: l'Egg-o-Matic 2000 (posteriorment conegut com a Eggmobile). Aquest aparell és un vehicle de forma esfèrica, per a una sola persona, que es propulsa amb energia magnetohidrodinámica (MHD), i que no requereix un mitjà sòlid per desplaçar-se. El Doctor Eggman va presentar el seu invent a la comunitat científica, en la serie es veu com pensava que tots quedarien impressionants i que l'admirarien a ell però en comptes d'això, els científics no van mostrar interès en el seu aparell volador, totalment el contrari, es veu com el menyspreen.
El Doctor va decidir no rendir-se, i amb el temps, va desenvolupar els prototips de diversos robots autòmats, fins a aconseguir el que molt pocs havien aconseguit: Intel·ligència Artificial. Els robots i androides que Eggman havia creat, van ser exposats a la comunitat de científics amb la idea que sí serien valorats i recolzats, però aquests homes novament no van donar suport a la idea del Doctor Eggman de fabricar massivament androides esclaus, ja que, si tenen la capacitat de pensar, havien de ser tractats com a qualsevol altra persona. La comunitat científica no el pren seriosament i se'n riu. Això va fer enfadar al Doctor Eggman i va decidir que si volia que al món tingues en compte les seves decisions, havia de ser ell qui el governés tot, perquè només així no serien qüestionades les seves accions.

## Videojocs on ha sortit
Els videojocs de Sonic que es on acostuma a aparèixer Dr. Eggman son videojocs d'acció, de lluita o també poden ser d'esports com els videojocs de Mario i Sonic els Jocs Olímpics.
- Sonic the Hedgehog 2
- Sonic the Hedgehog CD
- Sonic the Hedgehog 3 & Knuckles
- Sonic & Knuckles 3
- Sonic Adventure
- Sonic Adventure 2
- Shadow the Hedgehog
- Sonic Battle
- Sonic Heroes
- Sonic the Hedgehog (2006)
- Sonic and the Secret Rings
- Sonic Rush y Sonic Rush Adventure
- Sonic Rivals y Sonic Rivals 2
- Sonic Unleashed
- Sonic the Hedgehog 4: Episode I
- Sonic Colors
- Sonic Generations
- Sonic Lost World
- Sonic and the Black Knight
- Mario & Sonic at the Olympic Games
- Mario & Sonic at the Olympic Winter Games
- Mario & Sonic at the London 2012 Olympic Games
- Mario & Sonic at the Sochi 2014 Olympic Winter Games
- Mario & Sonic at the Rio 2016 Olympic Games

## Actors d'interpretació de veu
Actors de veu a l'anglès:
- Long John Baldry (1993-1996) (AoStH)
- Jim Cummings (1993–1994)(SatAm)
- Deem Bristow (1998-2005)
- Edwin Neal (1999)
- Garry Chalk (1999)
- Mike Pollock (2003–present)

Actors de veu al Japonès:
- Masaharu Sato (1993)
- Kōichi Hashimoto (1993-1997)
- Junpei Takiguchi (1996)
- Chikao Ohtsuka (1998-2015)
- Kotaro Nakamura (2016–present)
- Al 2020 l'actor de veu serà Jim Carrey